# Lil Boosie
Torence Ivy Hatch (Baton Rouge, Luisiana, 14 de noviembre de 1982), conocido por su nombre artístico Boosie Badazz es un rapero estadounidense.

## Biografía
Hatch se crio en W. Garfield St, en el centro de Baton Rouge. Acudía a McKinley Senior High School hasta que fue expulsado, abandonando más tarde sus estudios. Fue firmado por Pimp C para Trill Entertainment, y en 2005, él y su socio, (también de Baton Rouge) Webster Gradney (conocido como Webbie) firmaron un contrato con Universal Records.

## Problemas Legales
El 17 de junio de 2010 Lil Boosie fue acusado de asesinato en primer grado de Terry Boyd. También enfrenta cargos por tres cargos de posesión con intención de distribuir narcóticos, tres cargos de "conspiración para cometer distribución de narcóticos", y dos cargos de "conspiración para introducir contrabando en una institución penal". Se ha indicado que él es inocente de estos cargos.El fiscal de distrito Hillar Moore afirmó que el asesinato parecía ser "sobre el césped". Si es declarado culpable, Lil Boosie puede enfrentar la pena de muerte. Los fiscales han dicho que creen que el rapero pudo haber estado involucrado en al menos otros cinco asesinatos.El 28 de junio, Lil Boosie se declaró no culpable en un tribunal de Luisiana.
Actualmente se encuentra cumpliendo una condena de cuatro años de prisión en la Penitenciaría Estatal de Luisiana por posesión de drogas y armas.

## Colaboraciones
Lil Boosie ha grabado canciones con artistas como Big Poppa y Money Hungry de Shreveport, Luisiana, y con Big Head y Webbie de Baton Rouge.
Unos de sus recientes éxitos, es la canción Out Here Gridin, que colabora con DJ Khaled y otros artistas.
Colaboró en el remix de Hurricane chris -ay bay bay- junto a Birdman, The game, Jadakkis y Angie Looc

## Discografía

### Álbumes de estudio
- 2000: Youngest of da Camp
- 2003: For My Thugz
- 2006: Bad Azz
- 2009: Superbad: The Return of Boosie Bad Azz
- 2010: Incarcerated
- 2015: Touch Down 2 Cause Hell

### Compilaciones
- 2007: Trill Entertainment Presents: Survival of the Fittest (con Lil' Boosie, Foxx, Webbie y Trill Fam)